# تومي كيلي
تومي كيلي (بالإنجليزية: Tommy Kelly) هو ممثل أمريكي، ولد في 6 أبريل 1925 بنيويورك في الولايات المتحدة، وتوفي في 26 يناير 2016 بغرينزبورو في الولايات المتحدة.

## وصلات خارجية
- تومي كيلي على موقع IMDb (الإنجليزية)
- تومي كيلي على موقع قاعدة بيانات الفيلم (الإنجليزية)